# Difesa Tarrasch
La difesa Tarrasch è un'apertura del gioco degli scacchi della partita di donna.
Le mosse tipiche di questa apertura sono:
1. d4 d5
2. c4 e6
3. Cc3 c5

L'idea è quella di spingere il bianco a scambiare il suo pedone c4 per quello e6 nero. In questo modo il secondo giocatore gode di un rapido sviluppo e di una posizione aggressiva; in cambio il pedone d5 risulta isolato e quindi debole. Il nero cercherà di mantenere d5 mobile mentre il bianco giocherà spesso per bloccarlo con un cavallo in d4. La lotta risulta spesso violenta ed aperta, molto più che nelle varianti usuali del gambetto di donna rifiutato.

## Storia
La difesa venne ideata da Siegbert Tarrasch mentre Carl Schlechter e Akiba Rubinstein dimostrarono come adeguarsi a tali mosse, nell'anno 1932 ebbe un momento di gloria un gambetto 4.cxd5 cxd4, attualmente tale apertura è ancora utilizzata. È stata frequentemente impiegata dal campione Garry Kasparov all'inizio della sua carriera.

## Continuazioni
Fra le possibili continuazioni:
- 4.Cf3 Cf6 5.cxd5 Cxd5 6.e3 Cc6 7.Ad3 cxd 8.exd g6 9.0-0 Ag7 10.Ae4 0-0 11.Te1 Cc3 12.bx Ad7
- 4.e3 Cf6 5.Cf3 Cc6 6.a3 a6 7.cxd exd 8.Ae2 c4 9.Ce5 Ca5 10.f3 b5 11.0-0 Ab7 12.Ad2 Cb3 13.Tb1 Cd2 14.Dd2 Ad6
- 4.cxd cxd  5 Da4+ Ad7 (b5?) 6 Dd4 ed 7 Dd5 Cc6 8 Cf3 Cf6 9 Dd1 Ac5 10 e3 De7 11 Ae2 0-0  12 0-0 Tfd8 13 a3 Af5 14 Da4 Ce4 15 Ce4 Ae4 16 b4 Ad6
- 4.cxd exd 5.Cf3 Cc6 6.g3! Cf6 7.Ag2 Ae7 8.0-0 0-0 9.dxc d4 10.Ca4 Af5 11.Af4 Ae4 12.Tc1?! Dd5! (il Nero sta meglio)
  - 12.b4! d3 13.b5 dxe 14.De2 Ad3 15.Db2 (il Bianco è preferibile)
- 4.cxd exd 5.Cf3 Cc6 6.g3 c4 (variante Folkestone) o (variante svedese) 7.Ag2 Ab4 8.0-0 Cge7 9.e4 dxe 10.Ce4 0-0 11.Dc2 Dd5 12.Ae3 Cg6 13.Ch4 (con vantaggio di posizione per il Bianco)

| Controllo di autorità | GND (DE) 4304235-1 |